# Епархия Келимане
Епархия Келимане (лат. Dioecesis Quelimanensis) — епархия Римско-Католической церкви c центром в городе Келимане, Мозамбик. Юрисдикция епархии Келимане распространяется на южную часть провинции Замбезия. Епархия Келимане входит в митрополию Бейры. Кафедральным собором епархии Келимане является церковь Пресвятой Девы Марии Избавительницы.

## История
6 октября 1954 года Римский папа Пий XII издал буллу Quandoquidem Christus, которой учредил епархию Келимане, выделив её из епархии Бейры (сегодня — Архиепархия Бейры). Первоначально епархия Келимане являлась суффраганной по отношению к архиепархии Лоренсу-Маркиша (сегодня — Архиепархия Мапуту).
4 июня 1984 года епархия Келимане вошла в состав церковной провинции Бейры.
6 декабря 1993 года епархия Келимане передала часть своей территории в пользу возведения новой епархии Герю.

## Ординарии епархии
- епископ Francisco Nunes Teixeira (6.02.1955 — 23.12.1975);
- епископ Bernardo Filipe Governo O.F.M.Cap.[1] (31.05.1976 — 10.03.2007);
- епископ Hilário Da Cruz Massinga O.F.M. (25.01.2008 — 11.8.2023 — назначен вспомогательным епископом епархии Inhambane);
  - епископ Pietro Tosato, O.F.M.Cap. (11.08.2023 — 25.07.2025 — апостольский администратор);
- епископ Osório Citora Afonso, I.M.C., (25.07.2025 — по настоящее время).